# Artur Garikovich Arustamyan
Artur Garikovich Arustamyan (tiếng Nga: Артур Гарикович Арустамян; sinh ngày 28 tháng 5 năm 1997) là một cầu thủ bóng đá người Nga thi đấu cho FC Fakel Voronezh.

## Sự nghiệp câu lạc bộ
Anh có màn ra mắt tại Giải bóng đá Quốc gia Nga cho FC Fakel Voronezh vào ngày 12 tháng 3 năm 2017 trong trận đấu với F.K. Khimki.